# Tranvías de Santiago
Los tranvías de Santiago de Chile fueron uno de los primeros de Latinoamérica, comenzando con los servicios de tracción animal en 1858, siendo conocidos como «carros de sangre», los cuales recorrían la Alameda desde la Estación Central de Santiago hasta la Universidad de Chile.
Hacia fines del siglo XIX comenzó la electrificación del tranvía, tanto de Santiago como de otras ciudades y pueblos, como Villa Alegre. Estos tranvías eléctricos fueron explotados por empresas de capitales alemanas, inglesas, norteamericanas. Finalmente fueron nacionalizados y estatizados, creándose la Empresa Nacional de Transportes Colectivos, que luego pasó a denominarse Empresa de Transportes Colectivos del Estado (también conocido por la sigla ETCE).
A fines de la década de 1940 aparecen los trolebuses que, junto con los microbuses, se impusieron al tranvía por la velocidad de viaje, agregando a ello el explosivo aumento del parque automotriz chileno, lo cual generó que los usuarios del tranvía disminuyeran drásticamente, de manera que fueron retirados de las calles de Santiago, circulando el último carro en 1959. Posterior a dicho cierre, la última línea de tranvías en Santiago, el Ferrocarril Eléctrico Santiago Oeste, dejó de circular en noviembre de 1964.

## Historia de la red principal

### Tranvías de sangre (1858-1900)

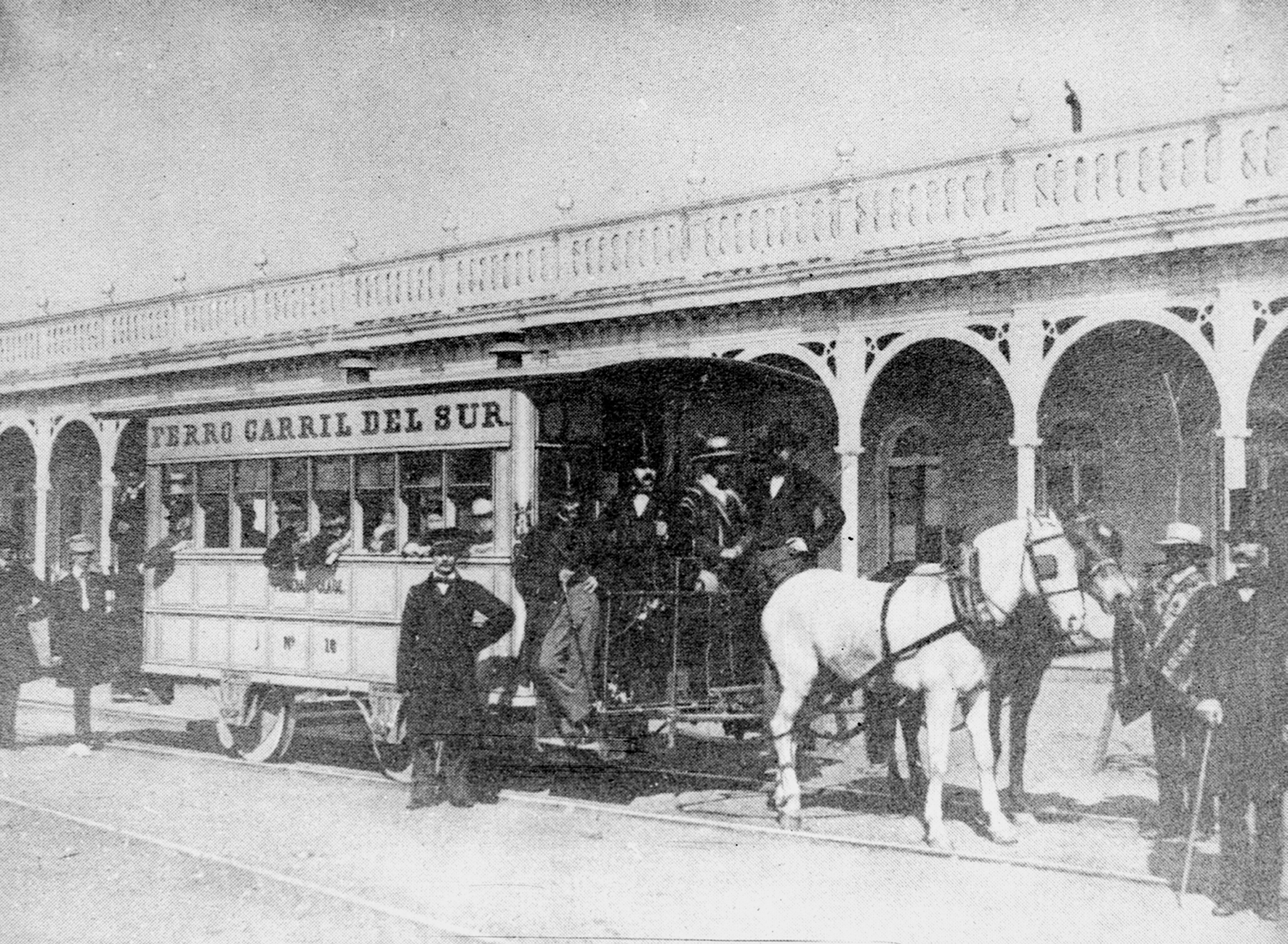
Carro del «ramal de la Cañada», primera línea de tranvías de sangre en Santiago (10 de junio de 1858).

Hacia 1857, el crecimiento de la ciudad de Santiago era pausado y sectores como la Estación Central se encontraban distantes del centro urbano de la capital, haciendo que el traslado desde la ciudad a la incipiente estación de ferrocarriles fuera una verdadera odisea. Viendo en esta dificultad una excelente ocasión para invertir, la sociedad del Ferrocarril del Sur solicitó a la Municipalidad de Santiago los permisos correspondientes para construir y operar un carro de sangre que permitiera el transporte de pasajeros entre la Estación Central y la Universidad de Chile.
De manera paralela a la habilitación de la vía férrea hacia Rancagua, los accionistas del Ferrocarril del Sur (propietaria original de dicha línea) decidieron construir 2,5 km de doble vía de trocha de 1676 mm a lo largo del lado sur de la Cañada (actual Alameda), iniciando a un costado de la misma Estación de Ferrocarriles hasta la iglesia de San Diego (actual calle Arturo Prat). A través de estas vías operaría un tranvía de tracción animal o «carro de sangre».

#### Ramal de la Cañada (1858-1873)
Con los permisos originalmente concedidos por 10 años, y con su construcción a cargo de Walton Evans y Charles Fletcher Hillman, el 10 de junio de 1858 comenzó a operar uno de los primeros tranvías urbanos de Sudamérica; la línea originalmente fue conocida como el «ramal de la Cañada» debido a que pertenecía a los mismos dueños del Ferrocarril del Sur. Desde este punto, este cómodo sistema de transporte que compitió con birlochos y carretas, comenzó a volverse bastante popular y en los años siguientes se comenzó a conformar la red de carros de sangre, la cual disponía de 20 carros y 350 caballos para el transporte público, con servicio cada 15 minutos desde la Estación Central. Hacia 1863 el administrador y contratista de la línea era Joaquín Oyarzún.
El 17 de septiembre de 1872 se extendió el recorrido por primera vez, hacia el norte de la ciudad partiendo por la calle Estado, pasando por la Plaza de Armas de Santiago y alcanzando el Mercado Central para retornar a la Alameda por la calle Ahumada. Los carros poseían primera y segunda clase; esta última realizaba su viaje en el segundo piso abierto, denominado «imperial».

#### Empresa del Ferrocarril Urbano de Santiago (1873-1898)

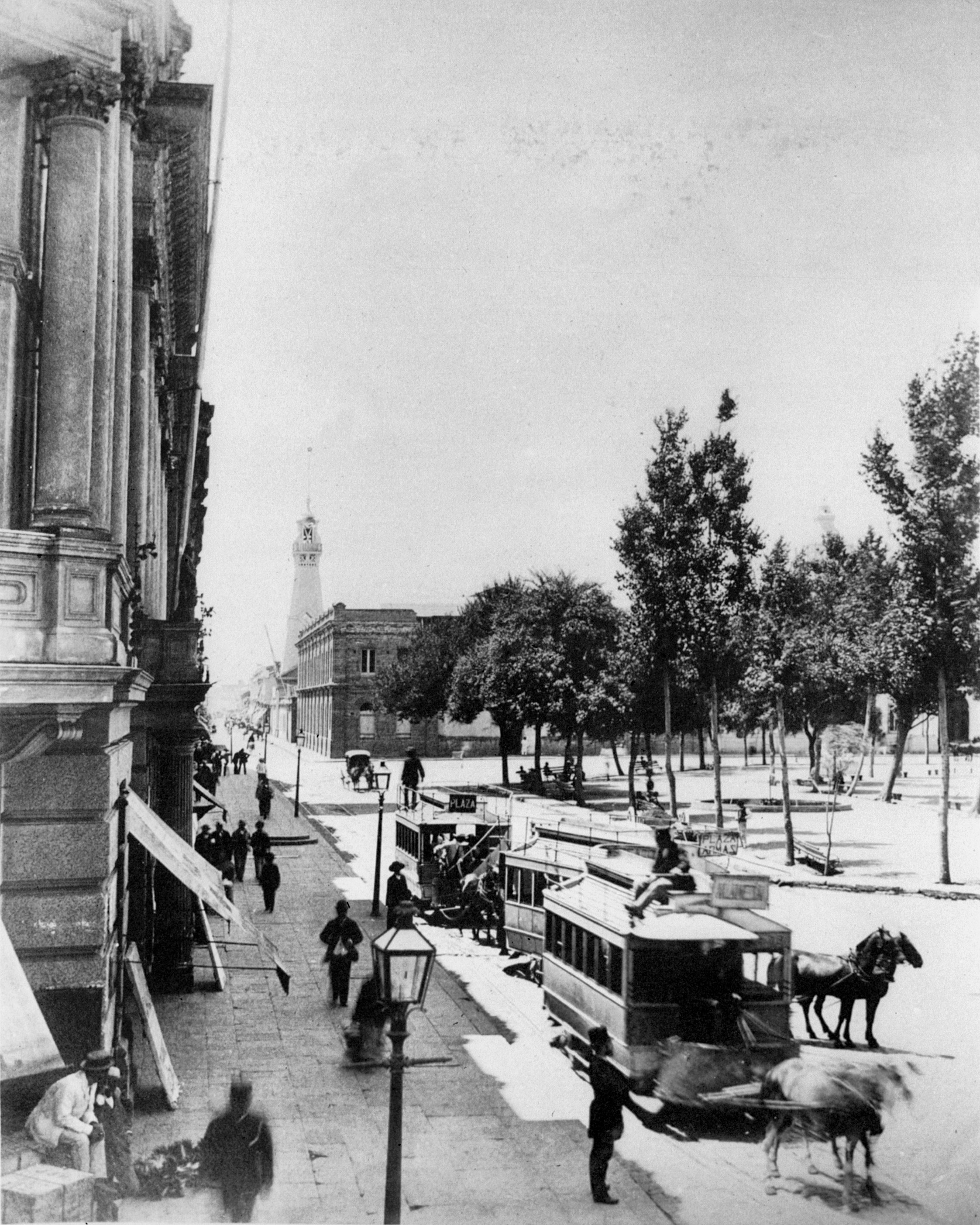
Carros de sangre en la Plaza de Armas de Santiago (c. 1890).

En 1873 se constituyó la Empresa del Ferrocarril Urbano de Santiago, pasando a ser una sociedad separada del Ferrocarril del Sur. Contaba con un capital de 1 500 000 pesos de la época repartidos en 3000 acciones y estaba compuesto principalmente por empresarios chilenos, entre ellos la familia Matte.
La expansión de la red de tranvías tuvo un especial auge en 1875: en febrero de ese año entró en funcionamiento la línea de Yungay, hacia el oeste de la ciudad, la que transitaba por Matucana, San Pablo, Rosas, Catedral y Chacabuco para llegar hasta la Estación Central; por otra parte, el 16 de septiembre de 1875 —día en que se inauguró la Exposición Internacional de Santiago— fueron abiertas las líneas de Recoleta y Cañadilla junto con la línea del Matadero. En enero de 1883 hacían su aparición las cobradoras femeninas en los tranvías, encargadas de recaudar el valor de los pasajes.
En marzo de 1888 la empresa decidió elevar el valor del pasaje de segunda clase —el cual había estado intacto desde la inauguración del sistema—, lo que produjo un gran descontento al ser estos quienes más utilizaban este medio de transporte. Así, el 29 de abril de 1888 se concentraron cerca de 2000 personas, quienes protestaron y se apoderaron de los carros destruyendo un total de 34 y soltando los caballos, los cuales corrían sin rumbo por las calles. Esta acción es considerada la primera protesta masiva de pasajeros, quienes reaccionaron ante las ineficiencias del sistema o el alza desmedida de pasajes.
En 1885 el Ferrocarril Urbano de Santiago trazó una línea que se extendía hacia Providencia por la actual avenida homónima, mientras que en la década siguiente se crearon 25 nuevas líneas (varias de ellas partiendo desde la Plaza de Armas de Santiago). La expansión del sistema involucró también un incremento del material rodante, pasando de 130 carros y 1113 caballos en 1875 a 255 carros y 2691 caballos en 1893.
A fines del siglo XIX surgieron otras compañías que operaban carros de sangre, principalmente fuera del antiguo radio urbano de Santiago. Una de ellas fue el Ferrocarril Urbano de Ñuñoa, constituido en 1893 para hacerse cargo de la operación de una línea que corría por la actual avenida Irarrázaval hasta la plaza de Ñuñoa. Otra fue el Ferrocarril Urbano Pedro de Valdivia —también denominado Ferrocarril Urbano de la Población Providencia—, inaugurado el 9 de marzo de 1896 y que corría por la Avenida Pedro de Valdivia desde Providencia hasta Irarrázaval. También surgió el Ferrocarril de Santiago a San Eugenio, que poseía una línea de trocha de 600 mm desde la Estación Central por calle Bascuñán Guerrero hacia el sur, y el Tranvía San Alfonso que construyó una vía de 750 mm desde la misma estación avanzando por la calle San Alfonso.

### Tranvías eléctricos (1900-1959)

#### Chilean Electric Tramway and Light Company (1898-1921)
Cercanos al fin de la concesión del sistema de tranvías de sangre, en 1892 se comienzan a realizar estudios para electrificar el servicio de tranvías. Para este fin, Santiago Ossa comienza con proyectos para utilizar las aguas del canal del Maipo en la producción de la electricidad, necesaria para mover los tranvías. En 1896, un año antes de expirar la concesión, la Municipalidad de Santiago llamó a concurso para modernizar el antiguo sistema de tranvías. Luego del llamado se presentaron 3 oferentes: Eugene de la Motte du Portail, la Empresa del Ferrocarril Urbano de Santiago —la cual operaba en ese entonces los carros de sangre— y los hermanos Dillwyn y Alfred Parrish; estos últimos se adjudicaron la licitación el 13 de enero de 1897 —en el intertanto, una ley del 25 de febrero del mismo año autorizaba a las municipalidades de Santiago, Ñuñoa y San Bernardo para conceder hasta por 30 años concesiones de alumbrado público y tranvías eléctricos o de tracción mecánica—, siendo firmado el contrato el 6 de julio del mismo año —el cual recibió la autorización oficial del gobierno el 2 de septiembre—, y la empresa también comenzó a proporcionar alumbrado público a la ciudad, formándose la Chilean Electric Tramway and Light Company en mayo de 1898.
Aunque la empresa tenía su gerencia en Londres, el ingeniero español Pedro Merry del Val y Zulueta se encargó del proyecto, iniciando sus obras el 9 de octubre de 1897. Casi tres años después, el 2 de septiembre de 1900 a las 14:30 el primer tranvía eléctrico de Santiago —un carro de color azul con capacidad para 36 personas— comenzó su marcha desde el corazón del sistema: la central de fuerza ubicada en la intersección de las avenidas Brasil y Mapocho; al acto de inauguración asistió el vicepresidente de la República, Elías Fernández Albano, los presidentes del Senado y la Cámara de Diputados (Fernando Lazcano y Carlos Palacios, respectivamente), y el alcalde de Santiago, Rodolfo Marín Briones, entre otros. Con este nuevo plus la red de la Chilean Electric Tramway and Light Company comenzó a crecer rápidamente llagando a cubrir casi la totalidad de la ciudad de Santiago de principios de siglo.

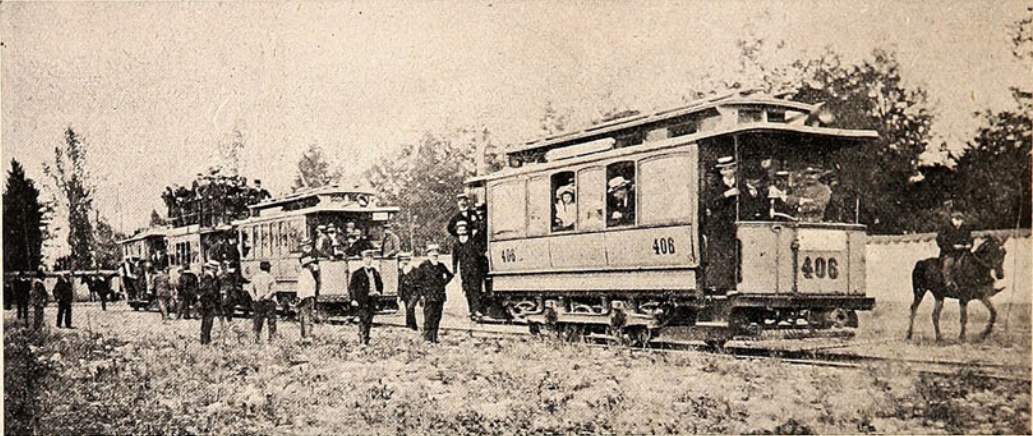
Inauguración de los tranvías eléctricos de la Nueva Población Ñuñoa (27 de octubre de 1907).

La expansión de la red de tranvías, así como el reemplazo de las líneas de tracción animal por líneas eléctricas, se intensificó durante los primeros años de la década de 1900. El 6 de junio de 1902 fue inaugurada la línea Bellavista de tranvías eléctricos, que cubría dicha avenida desde Pío Nono y los Molinos de Santa Margarita. El 27 de octubre de 1907 se inauguró el servicio de tranvías eléctricos en la entonces denominada Gran Avenida en el sector de Ñuñoa y Macul, en la «Nueva Población Ñuñoa»; las tarifas de dicho servicio habían sido fijadas mediante el decreto del 16 de abril del mismo año. En febrero de 1911 se inauguraba un nuevo recorrido en el sector norte de Santiago que conectaba con el sector de Lo Negrete.
El año 1918, los trabajadores tranviarios organizaron una de las primeras huelgas por demandas salariales en la ciudad, como medida estacionaron los carros sin permitir el tránsito y se colocaron a gritar consignas alusivas a sus demandas. Hacia 1919 aparecen en Santiago quien en el futuro se convertiría en el verdugo de este sistema: el microbús, aunque en ese momento por su primitivo diseño y su capacidad de transporte no fueron un gran peligro.[cita requerida]

#### Compañía Chilena de Electricidad (1921-1941)

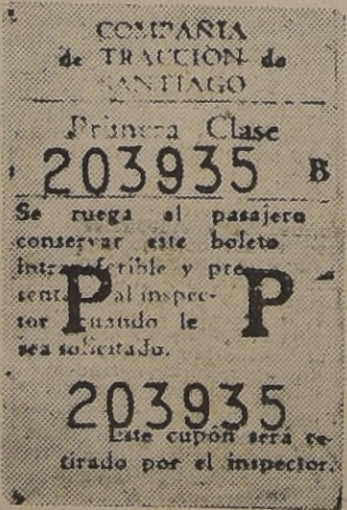
Boleto de la Compañía de Tracción de Santiago (1940).

En 1921, la Chilean Electric Tramway and Light Company y la Compañía Nacional de Fuerza Eléctrica se unen para formar Chilectra. Hacia 1925 la empresa —a través de la filial denominada «Compañía de Tracción y Alumbrado de Santiago», fundada en ese mismo año y convertida en la «Compañía de Tracción de Santiago» en 1933— comenzó a renovar parte de su material, eliminando las imperiales en 1926, e integrando tecnología de punta para la época como timbres eléctricos y sistemas automáticos para abrir y cerrar las puertas; el color que adoptaron los tranvías en dicha época fue el amarillo, que se mantendría hasta los años 1940. También en 1925 comenzó a separarse la doble vía de los tranvías que circulaban por la Alameda —hasta ese año los tranvías de ida y regreso circulaban por la calzada sur— al instalarse una vía en la calzada norte entre Bandera y San Martín; en marzo de 1928 se instaló la vía norte entre San Martín y la avenida Brasil.
El 10 de marzo de 1931 se aprobó un nuevo contrato firmado entre la Compañía de Tracción y Alumbrado de Santiago y la Municipalidad, en el cual se estableció, entre otras cosas, la adquisición de 30 nuevos tranvías de cuatro ejes, que se sumaban a 30 tranvías que habían sido adquiridos recientemente, ampliando también el parque automotor a 360 carros —en los borradores del contrato, discutidos durante 1930, se establecía originalmente aumentarlo a 500—. En agosto de 1938 se sumaron otros 15 tranvías, fabricados en Chile por la maestranza de la Compañía de Tracción y Alumbrado.

#### Intervención fiscal (1941-1945)

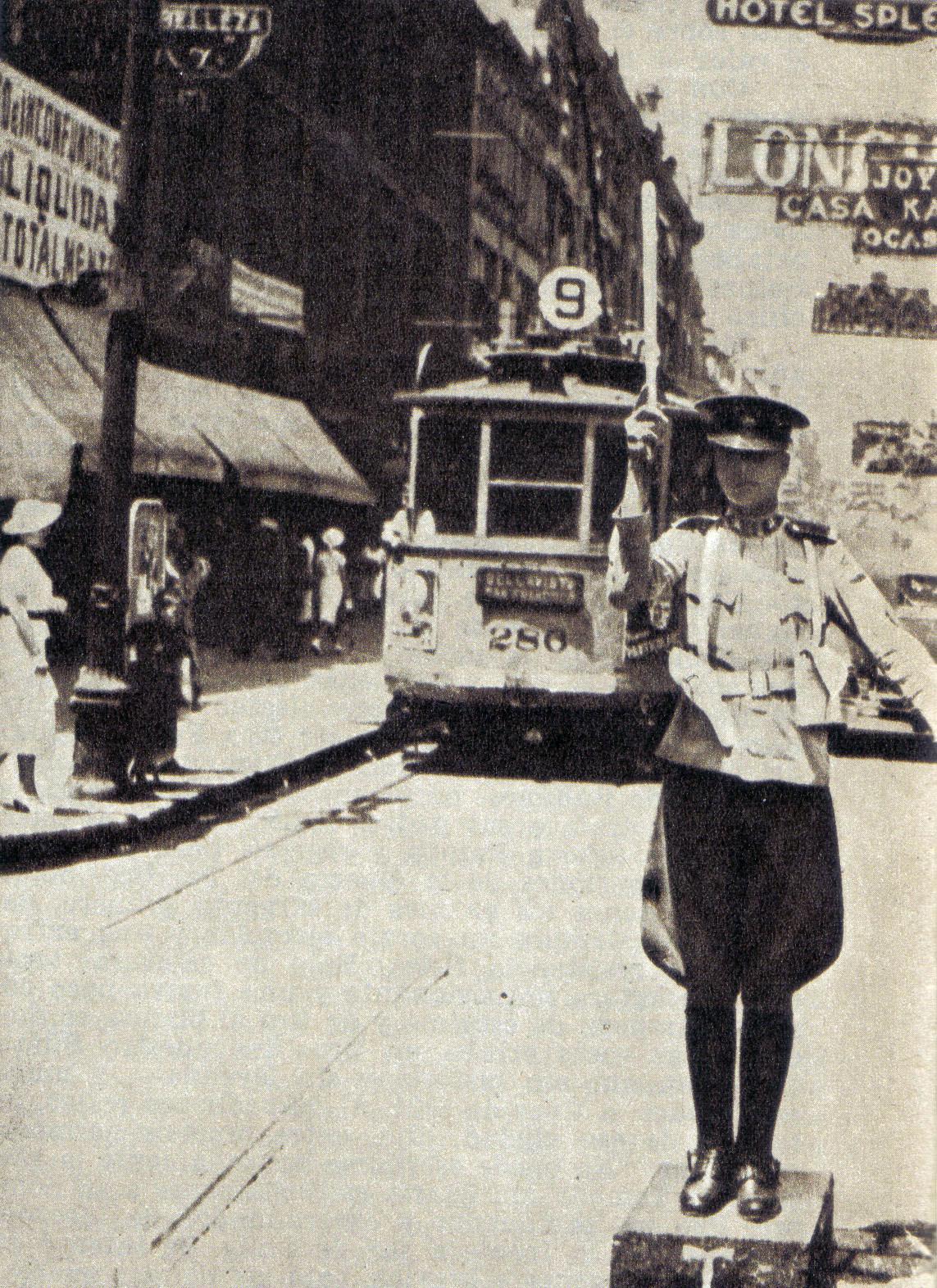
Carabinero haciendo control de tránsito, mediados del,

El 7 y 8 de mayo de 1941 se produce la última gran huelga masiva de trabajadores tranviarios, lo que produce un gran caos en la ciudad. El gobierno liderado por Pedro Aguirre Cerda decide intervenir por 120 días la empresa mediante la Ley 6932 del 19 de mayo, nombrando una administración provisoria. Al mismo tiempo, el 19 de mayo se constituía una comisión que estudiaría el problema del transporte público en la capital chilena y buscaría formas de solucionarlo.
La Administración Fiscal de Tranvías estuvo encabezada durante toda su existencia por el gerente Miguel Vergara Imas. En 1943 se realizaron gestiones para obtener financiamiento a través de la Corporación de Fomento de la Producción (Corfo) con el fin de aumentar la flota de tranvías.

#### ENT, ETCE y el fin del sistema (1945-1959)

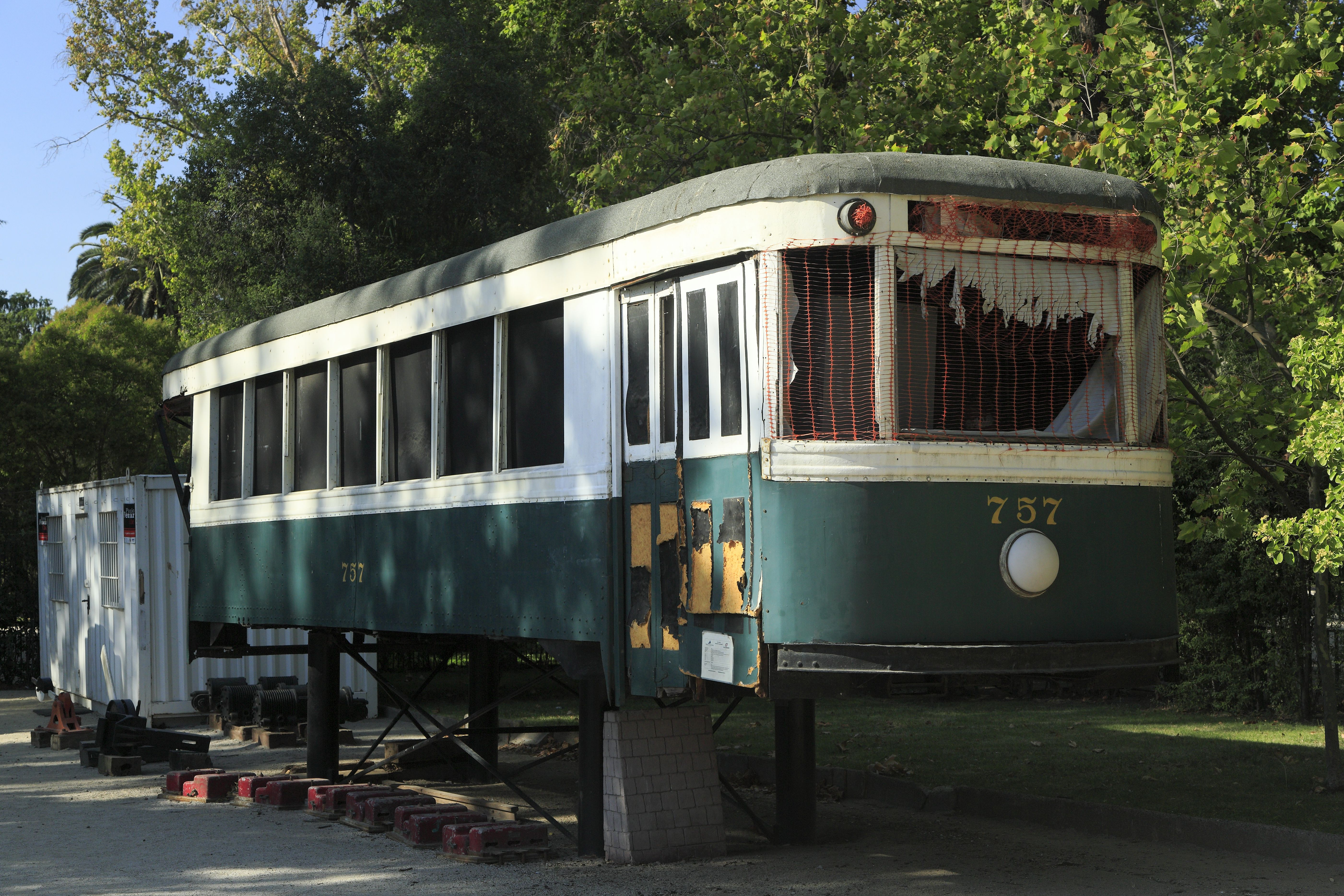
Tranvía Brill serie 757 fabricado en 1931 y que operó en Santiago hasta 1959. Actualmente en exhibición y restauración en el Museo Ferroviario de Santiago.

El 15 de septiembre de 1945, cuatro años desde la intervención fiscal, se creó la Empresa Nacional de Transportes Colectivos S.A. (ENT), sociedad anónima de carácter mixto que en 1953 se convirtió en la Empresa de Transportes Colectivos del Estado (ETCE), de propiedad totalmente estatal y que pasó a administrar los 488 tranvías operados por Chilectra. La misión de la ETCE era administrar y modernizar los sistemas de transportes; para el transporte de la ciudad de Santiago, comenzó con la importación de nuevos vehículos como buses y trolebuses. Este hecho marcó el inicio del fin del sistema de tranvías.
En 1946 la ENT adquirió 16 tranvías de segunda mano a Schenectady Railway Company, los cuales comenzaron a arribar al país en junio del mismo año. Desde 1946 comenzaron a llegar los 100 nuevos buses a diésel y petróleo —fabricados por la Pullman Standard Corporation de Worcester, Massachusetts—, y hacia 1947 el primer trolebús comenzó sus pruebas, iniciando su uso público el 31 de octubre de ese mismo año mediante la primera línea del sistema, que circulaba desde la calle Mac Iver hasta el sector de El Golf en Las Condes.
A mediados de la década de 1950 los tranvías habían dejado su papel preponderante en las arterias importantes como la Alameda y los pasajeros preferían el uso de estos nuevos competidores; en febrero de 1956 quedaban 101 tranvías operativos y se planeaba reducir dicho número a 75. En noviembre de 1958 una Comisión Asesora de la Subsecretaría de Transportes anunciaba el inminente fin del servicio de tranvías producto de las pérdidas económicas que generaba a la ETCE y el mal estado de los carros —de los cuales en ese entonces había solo 25 que se encontraban operativos—. A fines de enero de 1959 quedaban solamente 8 tranvías en circulación y finalmente el 21 de febrero de dicho año circularon por última vez los tranvías de la ETCE.
Tras el cierre de la red principal de tranvías, existió una línea privada que continuó operando durante algunos años: este fue el caso del Ferrocarril Eléctrico Santiago Oeste en Quinta Normal, que cubrió parte del trazado de la avenida San Pablo entre Matucana y Las Rejas; su cierre marcó el fin de la era de los tranvías. Luego de un accidente ocurrido el 6 de noviembre de 1964 —en el cual un tranvía circuló alrededor de 8 cuadras sin frenos al desengancharse la toma de corriente—, el servicio fue suspendido a partir del 13 del mismo mes mediante una resolución de la Subsecretaría de Transportes que anuló del servicio todos los tranvías del sistema. Ya en años anteriores, especialmente entre 1962 y 1964, habían existido discrepancias entre la Municipalidad de Quinta Normal y el concesionario del tranvía respecto de quién debía asumir el costo económico de pavimentar la calle San Pablo, dado el trazado de la vía férrea que pasaba por dicha avenida, además de existir diferentes reclamos por la deficiente seguridad del servicio.
Después del cierre del servicio del Ferrocarril Eléctrico Santiago Oeste en noviembre de 1964, el 17 de febrero de 1966 la empresa fue intervenida para intentar establecer un servicio provisorio, cosa que finalmente no se cumplió debido a que no se realizaron los arreglos correspondientes y se encontró con la oposición de los vecinos de Quinta Normal, por lo que la concesión fue caducada oficialmente mediante decreto del 11 de julio de 1968; luego de aquella situación la empresa se declaró en quiebra en los años siguientes. Posterior a ello los tranvías del FESO fueron abandonados; hacia 1978 los carros sobrevivientes estaban almacenados en abandono en un patio cerca de la estación Yungay.

## Otras líneas

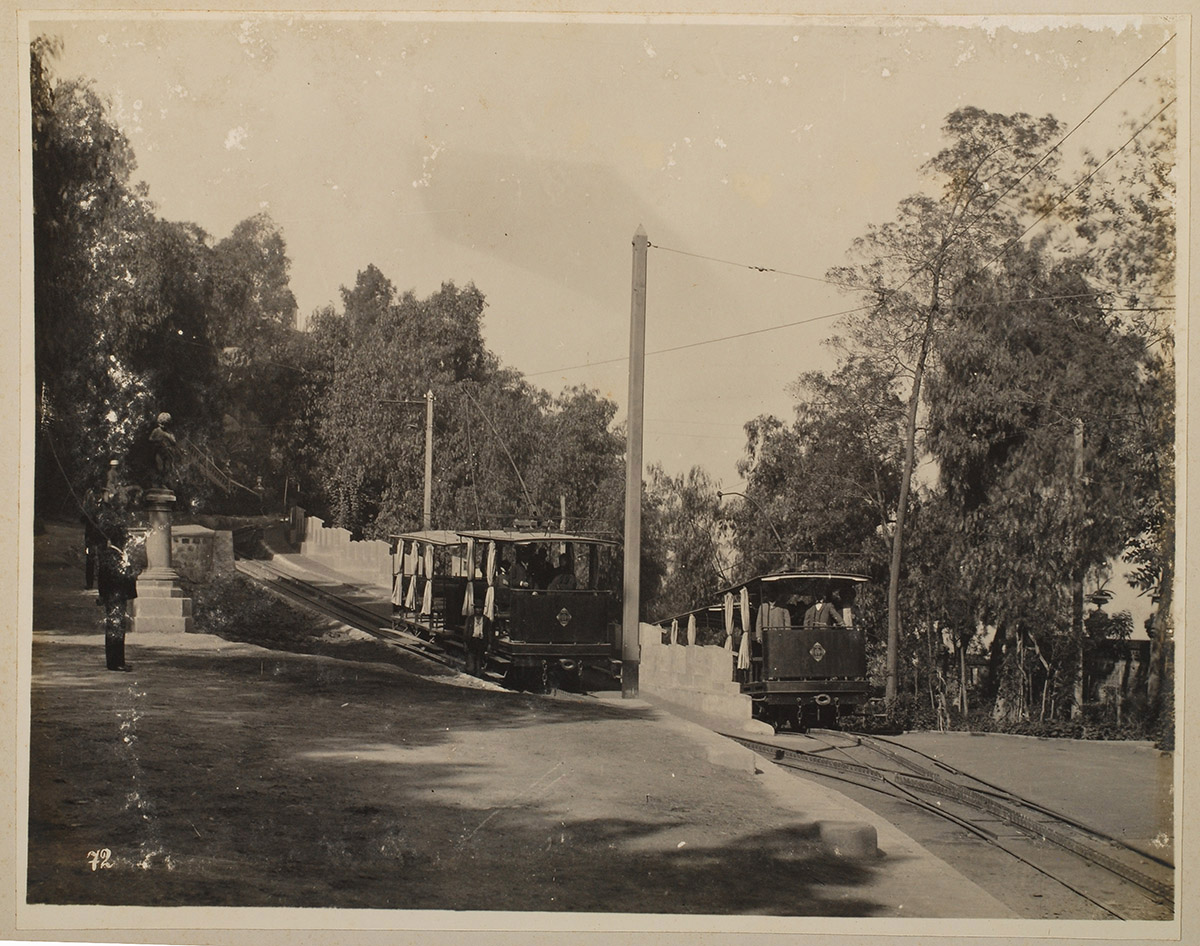
Ferrocarril eléctrico del cerro Santa Lucía.

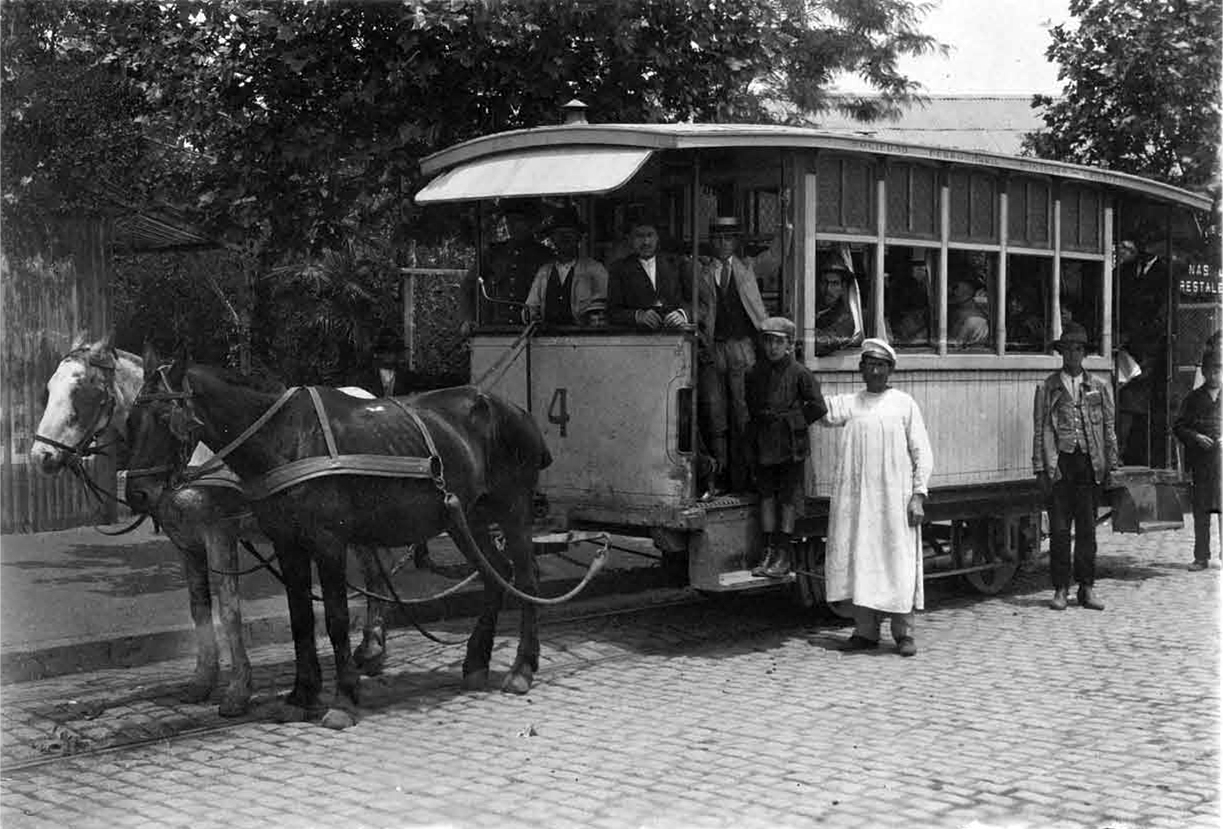
Carro del Ferrocarril Santiago Oriente.

- Chacarilla de Macul: Línea de tracción animal con trocha de 600 mm que partía desde la punta de rieles de los tranvías eléctricos en la avenida Macul (esquina con avenida Quilín) hacia el sector denominado Chacarilla.[48]
- Club Hípico: Línea de tracción animal que partía desde la esquina de Club Hípico con Tupper, llegando hasta el Zanjón de la Aguada.[48]
- Ferrocarril Avenida Cristóbal Colón: Línea de tranvías de tracción mecánica existente entre 1934 y 1942.
- Ferrocarril Avenida Ecuador: Sociedad creada en 1918 para operar una línea de tranvías de tracción animal con trocha métrica desde la Plaza Argentina hasta la chacra denominada "La Reja" (Callejón de la Lata, actualmente General Amengual).[49][50] Sus vías fueron levantadas en mayo de 1926.[51]
- Ferrocarril Avenida Manuel Montt: Línea de tracción animal instalada en 1902 y que circulaba por la avenida Manuel Montt entre las avenidas Providencia e Irarrázaval.[52]
- Ferrocarril de Santiago a San Eugenio: Línea de tracción animal en trocha de 600 mm que circulaba por la avenida Bascuñán Guerrero.[1] Inaugurada en 1905.[52]
- Ferrocarril Eléctrico de Santiago a San Bernardo: Línea originalmente de tracción animal y posteriormente eléctrica que circulaba entre ambas ciudades desde 1907 hasta 1948.
- Ferrocarril eléctrico del cerro Santa Lucía: Línea de tracción eléctrica y con cremallera en la ladera oeste del cerro homónimo. Circuló entre 1902 y 1910.
- Ferrocarril Eléctrico Santiago Oeste: Línea de tranvías originalmente de tracción animal, luego mecánica y finalmente eléctrica que circuló por la avenida San Pablo hasta noviembre de 1964.
- Ferrocarril Población Morandé: Línea de tracción animal en trocha de 750 mm que se iniciaba en la esquina de Matucana y Andes, dirigiéndose hasta la población mencionada.[1]
- Ferrocarril de la Población Santa Elena: Línea de tracción animal en trocha de 600 mm que se iniciaba en la esquina de las avenidas Vicuña Mackenna y Matta, y se dirigía hacia la estación Santa Elena y desde allí al oeste alcanzando el sector del Matadero Franklin.[1]
- Ferrocarril Santiago Oriente: Línea de tranvías originalmente de tracción animal y posteriormente mecánica existente hasta 1928 en el sector de avenida General Bustamante y avenidas Bilbao y Santa Isabel en Providencia.[48]
- Ferrocarril Urbano Campos de Batalla de Maipú: Línea de tracción animal creada en 1910 y que circulaba desde la estación Maipú hasta la avenida 5 de Abril y el sector del actual Templo Votivo de Maipú.[53] Denominado «Ferrocarril Urbano de Maipú» hasta 1918, circuló hasta los años 1930.
- Tranvía San Alfonso: Línea de tracción animal en trocha de 750 mm que circulaba por calle San Alfonso hasta Blanco Encalada, virando hacia San Vicente y finalizando en Tucapel.[1][54]
- Tranvías de Avenida Pedro de Valdivia: Línea inicialmente de tracción animal y posteriormente eléctrica que circulaba por la avenida Pedro de Valdivia entre Providencia e Irarrázaval.[48]
- Tranvías de La Cisterna a La Granja: Líneas que conectaban la zona de La Granja con La Cisterna y varias poblaciones creadas en los alrededores. Circularon desde 1907 hasta 1942.
- Tranvías de Santiago a Renca: Sociedad autorizada mediante decreto del 22 de abril de 1913.[55] Poseía una trocha de 560 mm y una flota de 10 carros de tracción animal.[1]

## Proyectos posteriores

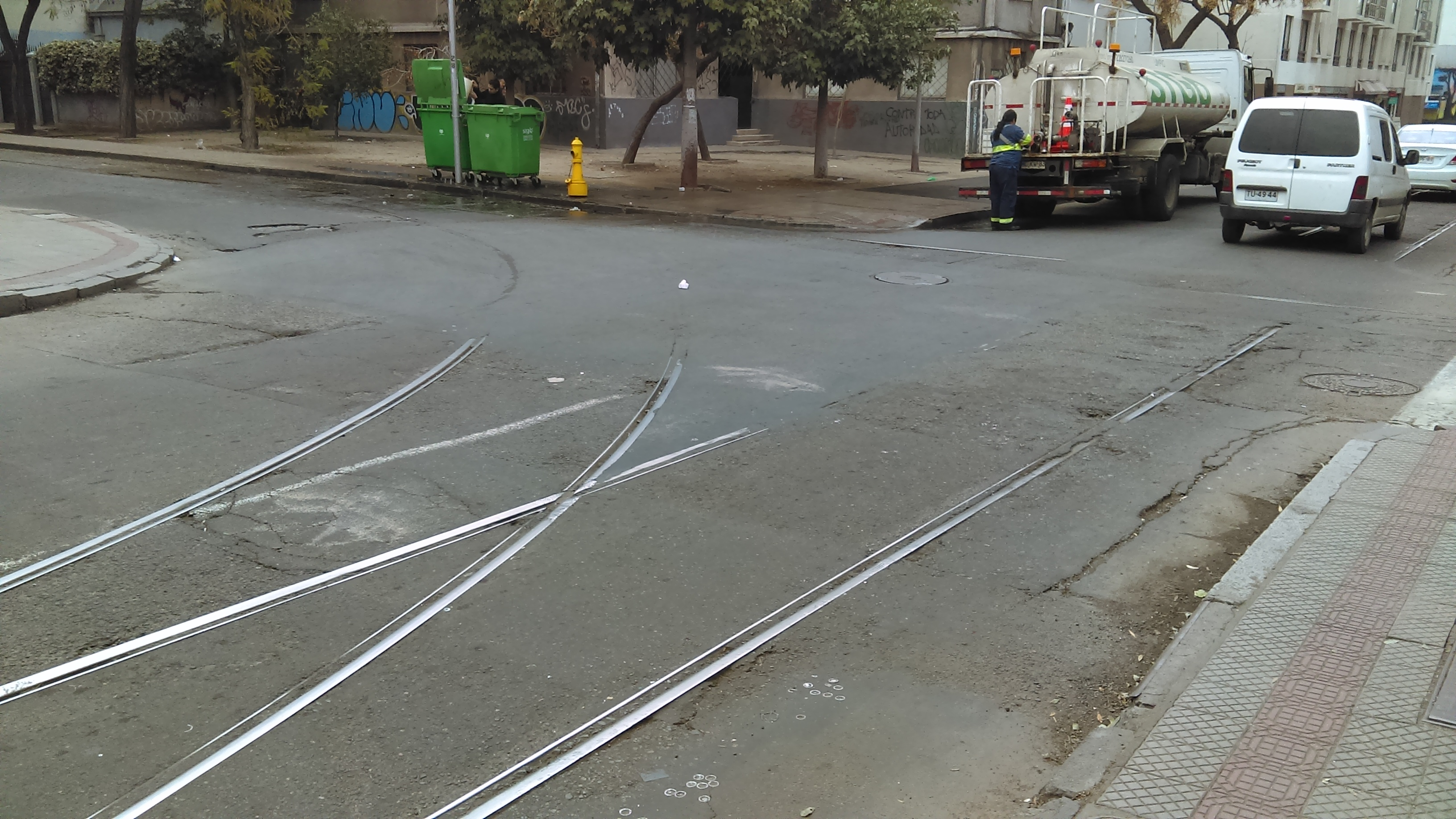
Rieles de los antiguos tranvías, existentes en el Barrio Yungay.

Luego del cierre del sistema de tranvías de Santiago, durante los años 2010 existieron varias propuestas para instalar nuevas líneas de tranvías en la capital chilena, ninguno de los cuales se materializó. Algunos de dichos proyectos fueron:
- Conchalí/Independencia/Recoleta: En 2001 fue presentado el proyecto para una línea que iniciaría en la Carretera General San Martín (cercano a la actual estación Los Libertadores), avanzaría hacia el sur por avenida Independencia, girando hacia el oriente en Santos Dumont (en donde se planteaba combinar con la estación Cerro Blanco de la Línea 2 del Metro de Santiago) y seguir hacia el norte por avenida Recoleta hasta la intersección de avenida Recoleta con Santa Clara, en la comuna de Huechuraba. Dicho proyecto fue finalmente desistido y reemplazado por la extensión de la Línea 2 hasta Américo Vespucio, mientras que el tramo por la avenida Independencia quedaría definitivamente descartado con la construcción de la Línea 3 del metro.[56][57]
- La Cisterna/Maipú: Junto con el proyecto de "metro ligero" presentado para las avenidas Independencia y Recoleta, en 2001 se presentó la idea de construir un sistema similar entre la comuna de La Cisterna y la plaza de Maipú, pasando por la comuna de Cerrillos.[58]
- Tren del Río: Proyecto presentado en 2008 y que contemplaba un trazado desde la estación Tobalaba del Metro de Santiago hasta el sector de La Dehesa bordeando el río Mapocho.[59]
- Santiago/Providencia/Las Condes: En 2009 fue presentada una propuesta a cargo de Acciona Concesiones —en aquel entonces inversionista de la autopista Vespucio Sur— y que contemplaba un trazado desde Manquehue con Cristóbal Colón, siguiendo por esta avenida hacia el poniente, continuando por Eliodoro Yáñez hasta Providencia; desde Plaza Baquedano al oeste se planteaban cuatro alternativas diferentes.[60]
- Las Condes: El tranvía de Las Condes estuvo proyectado como una línea que conectaría la estación Manquehue del Metro de Santiago con el sector de La Dehesa. Comenzó su desarrollo en 2008 y fue descartado definitivamente en agosto de 2018.
- Maipú: En agosto de 2010 se presentó un proyecto que buscaba conectar varios sectores de la comuna mediante una línea principal que partiría en la intersección de Camino a Melipilla con Tres Poniente, continuando por dicha avenida y El Rosal hasta alcanzar la estación Monte Tabor de la Línea 5 del Metro de Santiago; a su vez poseía un ramal que partía desde Tres Poniente con Camino a Rinconada y se dirigía hasta la Plaza de Maipú, combinando también con la Línea 5.[61]
- Quilicura: En agosto de 2010 la Municipalidad de dicha comuna y el consorcio City Train presentaron un proyecto de tranvía cuyo trazado partiría en la estación Quinta Normal y seguiría un trazado similar al de la línea férrea hacia Valparaíso, posteriormente virando hacia el oeste y alcanzando la Plaza de Armas de Quilicura y dirigiéndose hasta el sector de Lo Marcoleta.[62]
- Américo Vespucio Oriente: En octubre de 2017 Euroandina Ingenieros y CFI Concesiones presentaron ante el Consejo de Concesiones del Ministerio de Obras Públicas un proyecto para construir una línea de tranvías a lo largo de la autopista urbana Américo Vespucio Oriente (AVO) desde el cruce de Tobalaba con Príncipe de Gales hasta el sector de La Pirámide, en donde se proyectaba continuar hacia el oeste por el centro de la Ciudad Empresarial y continuando por la calle Santa Clara hasta la estación Vespucio Norte de la Línea 2 del Metro de Santiago.[63][64]
- Aeropuerto Internacional Arturo Merino Benítez: En 2017 Engie presentó una propuesta para construir una línea de tranvías desde la estación Pajaritos de la Línea 1 del Metro de Santiago hasta el aeropuerto internacional de Santiago, pasando por el sector de Enea. La propuesta fue declarada de interés público por el Consejo de Concesiones del Ministerio de Obras Públicas el 10 de marzo de 2018, sin embargo se ha analizado posteriormente la conveniencia de construir dicho tranvía o su reemplazo por una extensión de la Línea 7 del Metro de Santiago desde la estación Huelén.[65][66][67]

|                               |
| Independencia/Recoleta (2001) |

|                     |
| Tren del Río (2008) |

|                        |
| Las Condes (2008-2018) |

|              |
| Maipú (2010) |

### Tranvía Histórico

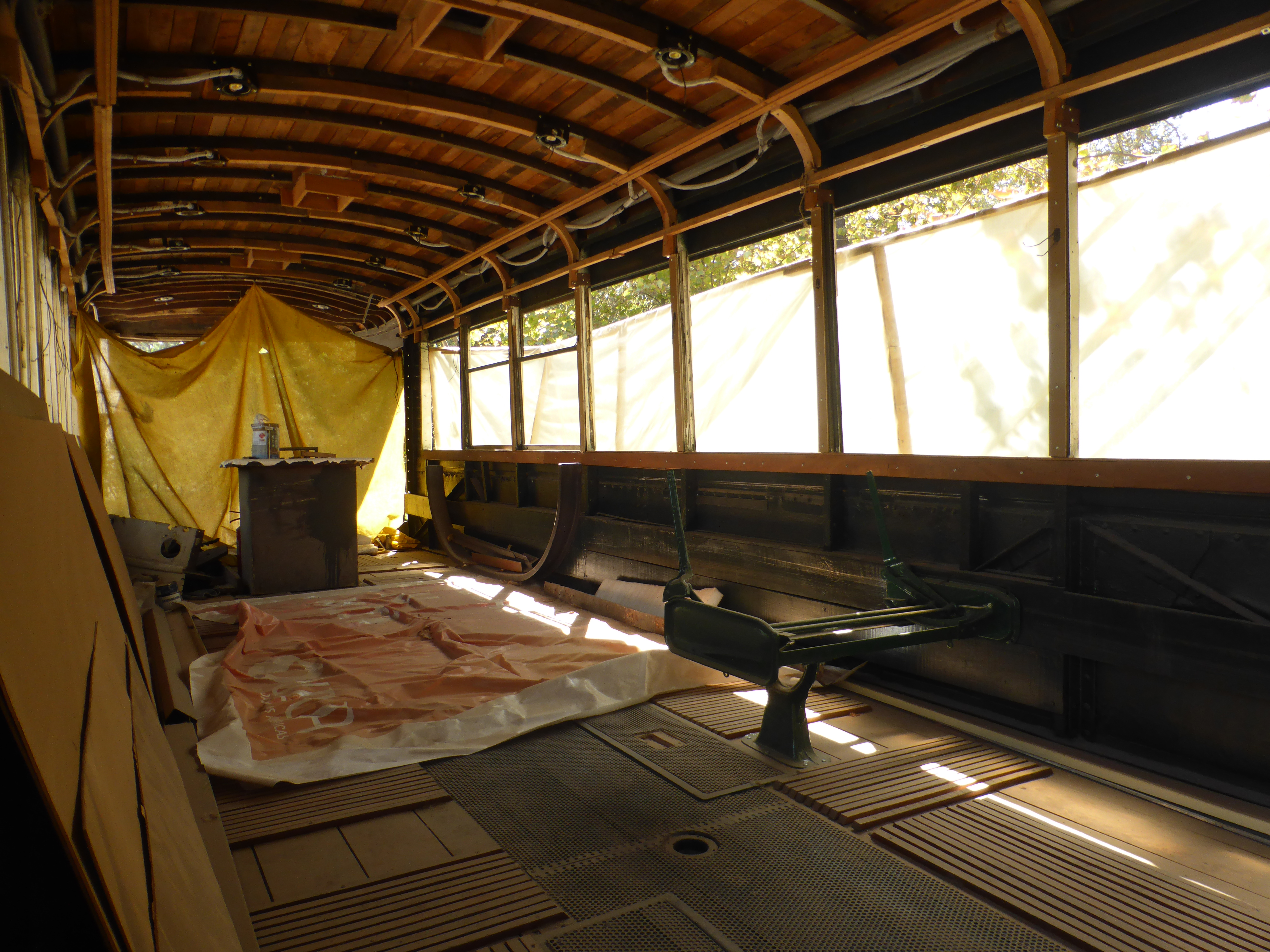
Interior del tranvía 757 en restauración en marzo de 2019.

El proceso de restauración de 2 antiguos tranvías Brill (numerados 757 y 782), recuperados de su abandono o reconversión en viviendas, forma parte del proyecto «Tranvía Histórico», realizado desde 2007 por el Instituto Ferroviario y que busca establecer un recorrido turístico en el Barrio Yungay.
El tranvía eléctrico 757 fue construido por Brill, en Estados Unidos, en 1931. Actualmente se encuentra en restauración en el Museo Ferroviario de Santiago y fue rescatado en 2008, tras décadas de permanecer en una parcela, utilizado como parte de una cabaña o vivienda privada. Está incompleto pero en proceso de reparación. Formó parte de una serie de 30 carros Brill de siete ventanas por lado y cuatro ejes (en doble truck), encargados y fabricados en 1931. Eran tranvías nuevos, de primera mano, que llegaron a Chile directamente desde el fabricante norteamericano J. G. Brill Company.
El segundo tranvía recuperado es de marca Brill y poseía la numeración 782. Fue donado al Instituto Ferroviario en 2016 para su restauración.